# Benjamín Argumedo
Benjamín Argumedo Hernández (San Buenaventura, 31 marzo 1874 – Durango, 1º marzo 1916) è stato un generale messicano.
Argumedo inizialmente appoggiò Francisco Madero agli albori della rivoluzione messicana ma nel 1912 si ribellò al presidente e appoggiò il colpo di Stato di Victoriano Huerta. Era chiamato il Leone della Laguna. È considerato l'avversario più testardo di Pancho Villa per i sanguinosi combattimenti che si svolsero tra i loro eserciti nel Durango e Coahuila.
Sebbene non sia uno dei volti più noti, Argumedo fu uno dei leader più carismatici della rivoluzione messicana. Anche se spesso cambiava schieramento e l'opportunismo non gli era certo estraneo, era sempre popolare tra le sue truppe, di cui condivideva sempre le difficoltà. Di lui si disse che non avesse mai mostrato paura.

## Biografia

### Inizi
Benjamín Argumedo nacque a San Buenaventura, Coahuila, il 31 marzo del 1874, come terzo degli otto figli di Don Albino Argumedo e Donna Tiburcia Hernández. Fu battezzato l'8 maggio a Matamoros, Coahuila.
Poco si sa dei suoi primi anni. Lavorò come sarto e sellaio e, come molti in quella regione (Comarca Lagunera), non possedeva terre. Non si sa con certezza se Argumedo partecipò ad attività prerivoluzionarie. Tuttavia, il popolo di Matamoros simpatizzò sempre con le idee di Francisco Madero e ivi era la sede de "La Lucha", giornale di orientamento maderista. Inoltre, uno dei luoghi in cui si scatenò maggiore violenza, dopo la crisi del 1907, fu la Hacienda de Santa Teresa, dove Argumedo lavorava come sellaio. Probabilmente egli partecipò a questi disordini, poiché poco dopo si sarebbe unito alla rivoluzione del 1910 agli ordini di Sixto Ugalde e più tardi di Enrique Adame Macías, con cui prese Matamoros il 9 febbraio 1911. Si dice anche che Argumedo fu a capo delle guerriglie a Glita e Matamoros.

### Maderismo
Tra aprile e maggio, insieme a Adame Macías, Argumedo conquistò Parras, Viesca e, con Emilio Madero, collaborò alla cattura di Torreón. In questa azione dimostrò le sue grandi capacità militari ma si rese responsabile il 15 maggio del massacro di 303 cittadini cinesi, accusati di aver resistito ai ribelli.
Al trionfo del movimento maderista sorsero nuovi conflitti nella regione: Benjamín Argumedo fu uno dei primi a dichiararsi contro il nuovo governo. Agli inizi del 1912 vari gruppi di lavoratori agricoli si posero sotto gli ordini di Argumedo tra cui Pablo Lavín e José de Jesús Campos. Non avevano un obiettivo chiaro però le loro file si gonfiarono per la crescente disoccupazione nella regione. A metà febbraio Argumedo assediò San Pedro de la Colonias con 600 uomini. Furono respinti e si diressero a sud per prendere Matamoros Laguna; più tardi Argumedo si diresse a sud di Torreón, già al comando di 1 000 uomini. Le sue prime azioni come orozchista furono la presa di Mapimí, il 15 marzo e l'attacco infruttuoso a Pedriceña, nel Durango, insieme a Emilio P. Campa. Un mese dopo Argumedo prese finalmente Pedriceña con 3 000 uomini; dopo minacciò Torreón. Alla fine di maggio Pascual Orozco fu sconfitto dal generale Victoriano Huerta e Argumedo fu sconfitto a metà giugno dal generale Aureliano Blanquet. Già con pochi uomini, iniziò a operare tra la frontiera dello Zacatecas e Durango; più tardi la forza si riunì con altri gruppi ribelli, formando così una colonna considerevole. Alla fine di luglio si diressero al sud-ovest del Chihuahua e dopo tornò nel Durango con un contingente molto minore. Fu allora che cominciò a depredare haciendas e assassinare autorità locali maderiste. Così si mantenne fino alla caduta di Francisco Madero.

### Huerta
Quando Victoriano Huerta arrivò al potere Argumedo mutò la sua posizione da bandito a uomo d'ordine. Nei primi giorni di febbraio del 1913 si trovava tra lo Zacatecas e il San Luis Potosí, dove fu sconfitto nella Hacienda di Santo Domingo il 10 febbraio. Questa fu la sua ultima battaglia come ribelle, dato che riconobbe il governo di Huerta a marzo; fu nominato generale di brigata dell'esercito federale. Il compito di Argumedo non era facile: doveva combattere contro i Costituzionalisti, che nella regione erano al comando di Francisco "Pancho" Villa e Tomás Urbina. Prima fu inviato nel San Luis Potosí, nonostante avesse paura che le sue truppe passassero al movimento costituzionalista, ma presto fu chiamato a operare nell'area di Torreón. Argumedo dimostrò autorità; il miglior esempio fu la difesa di Torreón, il 13 luglio 1913, dove con un gruppo piccolo di uomini sconfisse quasi tutti i capi ribelli de La Laguna. Tuttavia, all'inizio del 1914, i Costituzionalisti, al comando di Pancho Villa recuperarono Torreón, sconfiggendo i federali di Argumedo e José Refugio Velasco. Dovettero rifugiarsi a sud. Più tardi Villa sconfisse di nuovo Argumedo e l'esercito federale nella famosa battaglia di Zacatecas, alla fine di giugno del 1914. Con la vittoria dei Costituzionalisti sul regime di Victoriano Huerta, Argumedo iniziò un'altra fase della sua lotta rivoluzionaria.

### Ribellione e morte
Rifiutò di accettare i trattati di Teoloyucan e si alzò contro il governo di Venustiano Carranza, convertendosi un'altra volta in ribelle. Iniziò a operare alla frontiera tra Puebla e Morelos, a occasioni a lato di Juan Andreu Almazán, e ad altre a lato di Emiliano Zapata. Presto fu sconfitto a Puebla, dove fu ferito, e dopo difese Tezontepec, per poi continuare a partecipare a operazioni militari dove rimase costantemente sconfitto. A metà aprile ostruì le linee di rifornimento di Álvaro Obregón per la Campagna del Bajío, ma anche stavolta non ebbe successo e in giugno minacciò Pachuca. Tuttavia, ci sono prove che negli stessi giorni si trovava con 3 000 uomini a difendere Città del Messico. A causa degli attriti con Higinio Aguilar e con le truppe zapatiste, Argumedo si vide forzato ad abbandonare il centro del paese. Per questo convinse il presidente convenzionista Francisco Lagos Cházaro a cambiare la sede del governo da Toluca a Durango ma, a metà del cammino, Lagos Cházaro cambiò la meta al Tamaulipas e Argumedo, senza nessun governo da difendere, si diresse a Durango, dove arrivò agli inizi di dicembre del 1915. Alla fine di gennaio del 1916 le forze di Domingo Arrieta e di Fortunato Maycotte lo sconfissero, e risultò gravemente ferito. Il generale si nascose nella Sierra de los Reyes ma il generale Francisco Murguía lo catturò il 4 febbraio nel Ranch El Paraíso. Lo mandarono a Durango, dove un consiglio di guerra straordinario lo condannò alla pena di morte. Argumedo fu fucilato il 1º marzo 1916.

## Nella cultura di massa
Argumedo è il protagonista dell'omonimo film Persecuzione e morte di Benjamín Argumedo (Persecución y muerte de Benjamín Argumedo), girato in Messico nel 1980, diretto da Mario Hernández con Antonio Aguilar nel ruolo principale. Il nastro contiene una versione del corrido del generale, la cui versione originale fu registrata per la prima volta da Andrés Berlanga e Francisco Montalvo nel 1935.

## Il "Colosso"
Durante le celebrazioni per il Bicentenario della Indipendenza del Messico nello Zócalo del Distretto Federale si eresse un monumento in poliuretano alto 20 metri e pesante 7 tonnellate chiamato "Il Colosso".
In una intervista a W Radio e Once TV il creatore, Juan Canfield, disse espressamente di essersi basato sui lineamenti di Argumedo: "Non è stato selezionato per la sua partecipazione alla Rivoluzione (...) ma piuttosto per il suo aspetto fisico. Un uomo molto forte, con un carattere, con dei baffi così rivoluzionari", disse Canfield a Once TV. Il fatto che il "Colosso" fosse basato sul volto di Argumedo fu assicurato anche in una nota di Milenio Televisión.
Tuttavia il Segretariato della Pubblica Istruzione emise un comunicato stampa con data 20 settembre 2010 in cui affermò che "Il volto del Colosso non ritrae alcun personaggio particolare e non ha un'identità specifica. Non ha nome né cognome". Queste dichiarazioni crearono delle controversie tra il pubblico e i mass media messicani.